# James Gordon Farrell
James Gordon Farrell, conosciuto come J.G. Farrell (Liverpool, 25 gennaio 1935 – Baia di Bantry, 11 agosto 1979), è stato uno scrittore britannico di origine irlandese.
La fama di Farrell si basa sui suoi romanzi storici, in particolare la sua "Trilogia dell'Impero" (Troubles, The Siege of Krishnapur e The Singapore Grip), che trattano le conseguenze umane e politiche del colonialismo britannico. 
L'assedio di Krishnapur (The Siege of Krishnapur) ha vinto il Booker Prize nel 1973 ed è stato tra i finalisti del Best of the Booker nel 2008. Il 19 maggio 2010 è stato annunciato che Tumulti (Troubles) veniva retrospettivamente dichiarato vincitore del cosiddetto "Lost Man Booker Prize", premio creato per le opere pubblicate nel 1970 (che, per un cambio di regole del premio, non poterono essere considerate candidabili in quell'anno).

## Opere
- A Man from Elsewhere (1963)
- The Lung (1965)
- A Girl in the Head (1967)
- Tumulti (Troubles, 1970)
- L'assedio di Krishnapur (The Siege of Krishnapur, 1973)
- The Singapore Grip (1978)